# 带纹相手蟹
带纹相手蟹（学名：Sesarma fasciata）为方蟹科相手蟹属的动物。分布于加里曼丹岛、泰国湾、马来亚、新加坡以及中国大陆的海南岛、福建等地，生活环境为海水，主要栖息于海岸石块下。
现独立出新属纹相手蟹属，接受名为：带纹相手蟹 Fasciarma fasciatum (Lanchester, 1900)